# Ventrifossa obtusirostris
Ventrifossa obtusirostris är en fiskart som beskrevs av Sazonov och Akitoshi Iwamoto 1992. Ventrifossa obtusirostris ingår i släktet Ventrifossa och familjen skolästfiskar. Inga underarter finns listade i Catalogue of Life.